# Разумовский сельский совет (Запорожский район)
Разумовский сельский совет (укр. Розумівська сільська рада) — входит в состав
Запорожского района
Запорожской области
Украины.
Административный центр сельского совета находится в 
с. Разумовка.

## Населённые пункты совета
- с. Разумовка
- с. Нижняя Хортица